# 2009년 뉴욕 영화제
제47회 뉴욕 영화제는 2009년 9월 25일에 열린 시상식이다.

## 수상 (비경쟁)

### 장편 상영작
- 프레셔스 - 리 다니엘스
- 라이프 류링 워타임 - 토드 솔론즈
- 스윗그래스 - 일리사 바바시
- 아트 오브 더 스틸 - 돈 아고트
- 트래쉬 험퍼스 - 하모니 코린
- 아무것도 바꾸지 마라 - 페드로 코스타
- 룸 앤 하프 - 안드레이 크르자노프스키
- 유령도시 - 자오 다용
- 앙리-조르주 클루조의 지옥 - 세르지 브롬버그 외1명
- 경찰, 형용사 - 코르넬리우 포룸보이우
- 백인의 것 - 클레어 드니
- 승리 - 마르코 벨로치오
- 게 어선 - 다나카 히로유키
- 안티크라이스트 - 라스 폰 트리에
- 하데비치 - 브루노 뒤몽
- 스위트 러시 - 안제이 바이다
- 에브리원 엘스 - 마렌 아데
- 푸른 수염 - 카트린 브레야
- 마더 - 봉준호
- 잡초 - 알랭 레네
- 작은 산 주변에서 - 자크 리베트
- 청춘의 십자로 - 안종화
- 오즈의 마법사 - 빅터 플레밍
- 레바논 - 사무엘 마오즈
- 하얀 리본 - 미카엘 하네케